# Kurfurstepalatset i Mainz

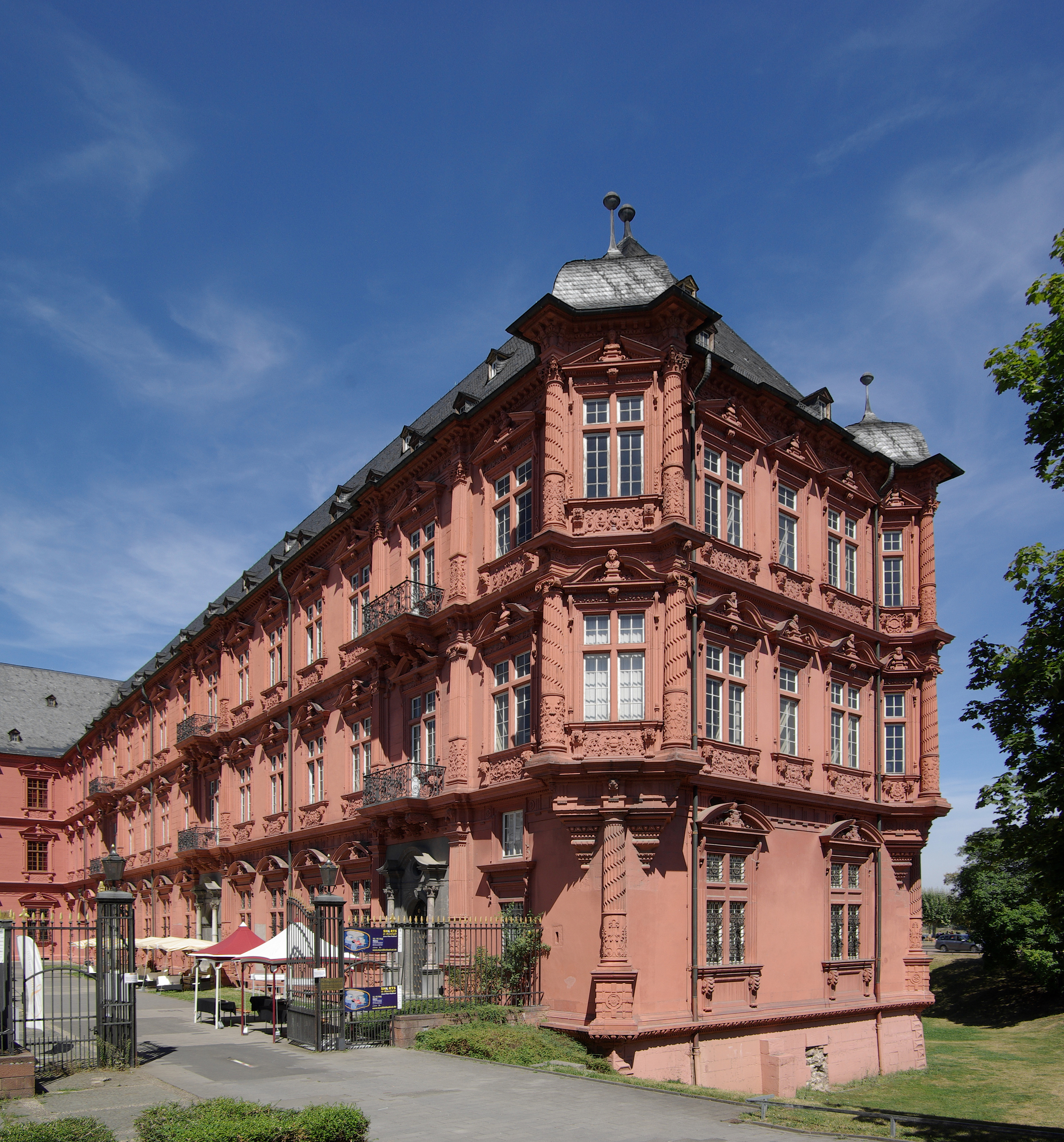
Kurfurstepalatset, Rhenflygeln från söder

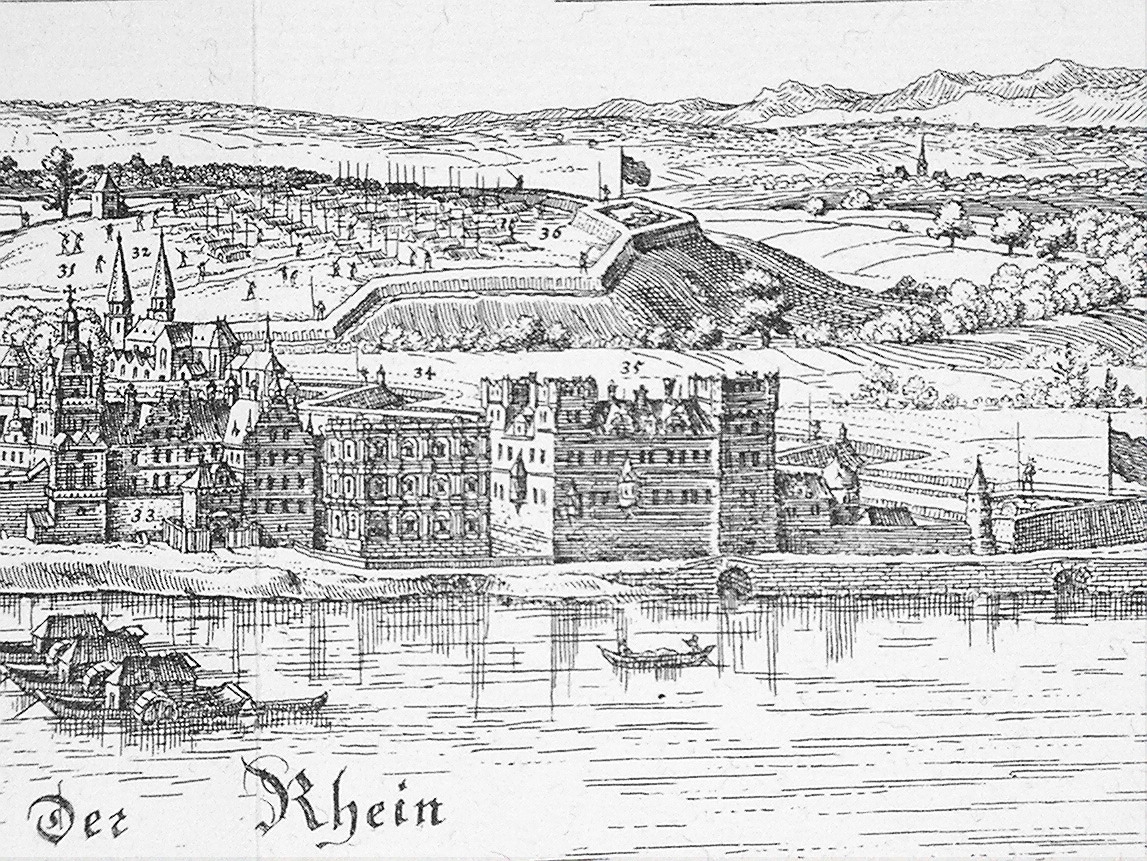
Martinsburg Slottet vid Rhen

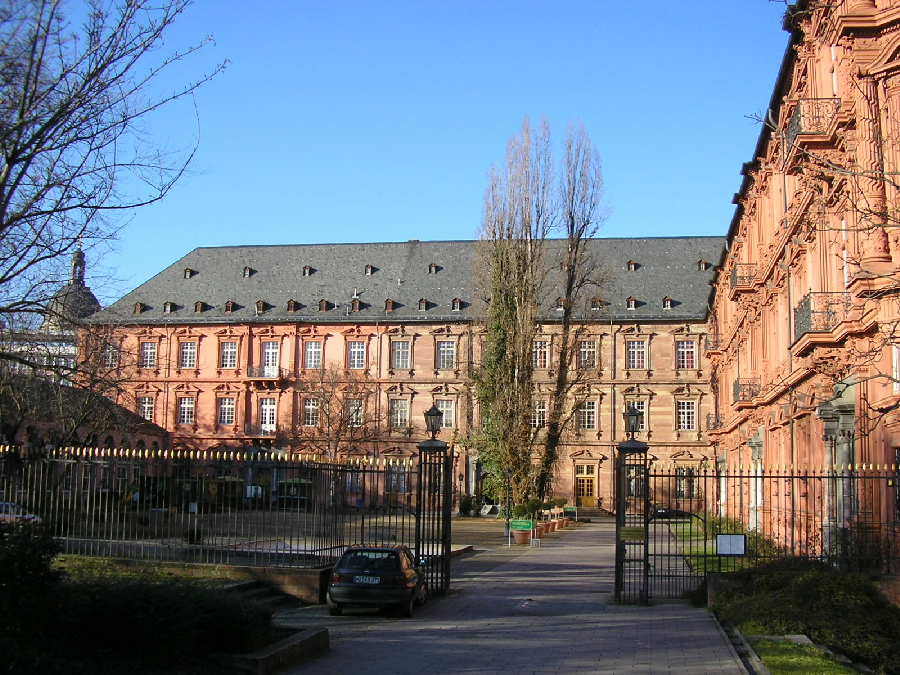
Kurfurstpalatsets borggård

Kurfurstepalatset i Mainz (tyska: Kurfürstliches Schloss zu Mainz), tidigare stadens residens för ärkebiskopen av Mainz, vilken samtidigt innehade titeln kurfurste i Kurfurstendömet Mainz i det Tysk-romerska riket. Palatset är en av Tysklands viktigare profana byggnader i renässansstil.

## Historia
Ursprungligen bodde ärkebiskopen av Mainz i anslutning till katedralen, där hans privata kapell från 1137 finns kvar än idag. 1475, när Domkapitlet återvalde ärkebiskopen Diether von Isenburg, var läget spänt: han var tvungen att lämna makten över staden Mainz till domkapitlet. Ärkebiskopen ålades också att uppföra en borg i staden. Uppförandet av Martinsburg påbörjades 1478 och stod klart två år senare. I flera decennier därefter bodde ärkebiskoparna där eller i det andra kurfustepalatset tillhörande Mainz som låg i Aschaffenburg, Schloss Johannisburg. Efter skador som åsamkats palatset under det andra markgrevekriget 1552 byggdes palatset upp igen i renässansstil. Årkebiskop Daniel Brendel von Homburg utvidgade palatset genom att bygga administrativa lokaler samt St Gangolphs kyrka runt 1580. (Dessa byggnader jämte Martinsburg blev senare demolerade av Napoleon I under den franska ockupationen av Mainz mellan 1798 och 1814.) 
Byggandet av ett nytt palats påbörjades 1627 på order av ärkebiskop Georg Friedrich von Greiffenklau. Palatsflygeln mot Rhen i det nya palatset blev inte färdig förrän 1678 vilket berodde på 1600-talets krig, bland annat det trettioåriga kriget. Originalet till planritningen har inte påträffats, troligtvis handlade det om fyra flyglar samlade runt en borggård, jämförbar med slottet Johannisberg som renoverades 1604. 
Norra flygeln påbörjades 1687 och blev klar så sent som 1752, utsmyckning av interiören och möblering tog ytterligare ett par år i anspråk. Att uppförandet av palatset tog så lång tid berodde inte bara på de krig som under tiden härjade utan även att andra byggen tog tid och resurser i anspråk. Många slott uppfördes av adeln vid den här tiden i de tyska furstendömena. Kurfursten och ärkebiskopen i Mainz Lothar Franz von Schönborn uppförde bland annat sitt 
Lustslott Favorit med början år 1700. Slottet förstördes dock redan 1793 av franska revolutionära trupper.
Arbetet med den tredje flygeln, parallell med Rhenflygeln påbörjades under Johann Friedrich Karl von Osteins (1743-1763) och  Friedrich Karl Josef von Erthals (1774-1802) regeringar. von Erthal var Mainz siste kurfurste. Palatset kom därför att i färdigt skick användas som residens en kort period. 
von Erthals efterföljare Karl Theodor von Dalberg var till en början både ärkebiskop-elektor av Mainz och ärkekansler i de sista resterna av det Tyskromerska imperiet, ett område på högra Rhenstranden. På grund av de revolutionära franska truppernas härjningar 1792 beslutade Riksdeputationen att flytta ärkebiskopssätet med von Dalberg till Regensburg, varför Mainz gamla ärkestift nedgraderades till att bli ett vanligt biskopsstift. Kurfurstepalatset kom därför att förlora sin betydelse som främsta palats i Mainz och fick förfalla och användes bland annat som kasern och tullmagasin. 1827 restaurerades kurfurstepalatset av staden Mainz och Storhertigdömet Hessen-Darmstadt. Palatset kom nu till användning som stadsbibliotek, konsthall och museum, bland annat det Romersk-germanska centralmuseet (tyska: Das Römisch-Germanische Zentralmuseum). Museet finns än idag i samma lokaler.
Under andra världskriget blev palatset kraftigt förstört, särskilt i krigets slutskede, under allierade flyganfall över staden Mainz. Endast yttermurarna och en del av trappanläggningarna fanns kvar av palatset. Det återuppbyggdes dock av staden 1948-1949 och återinvigdes den 
31 december 1949.

## Arkitektur
Stilistiskt är kurfurstepalatset ett av Tysklands få exempel tysk renässansarkitektur. Då speciellt flygeln mot Rhen. Norra flygeln som byggdes senare under barocken följer ändå Rhenflygelns renässansstil. Exteriören med små hörntorn vid gavlarna är karakteristiska för renässansen. Likaså den rika ornamenteringen runt fönstren. Palatset är exteriört uppbyggt i stort sett identiskt som det var före andra världskriget. Interiört har dock inte mycket bevarats, undantag är en paradtrappa i barock av Balthasar Neumann, en ledande barockarkitekt. Trappan hade tidigare monterats ned av fransmän och undkom förstöring under kriget. 

## Palatset idag
Kurfurstepalatsets östra flygel inhyser idag Das Römisch-Germanische Zentralmuseum, ett historiskt museum med inriktning från tysk och romersk förhistorisk kultur till tidig medeltid. Mainz har flera lämningar från romartiden som den romerska staden Mogontiacum. Resten av palatset används som kongresslokaler, restaurang, konsertsal med mera.

## Övrigt
Den 23 oktober 1792 bildades i kurfurstepalatset Tysklands första Jakobinklubb, en av de första demokratiska rörelserna i vad som idag är Tyskland.